# Álvaro Mutis
Álvaro Mutis Jaramillo, född 25 augusti 1923 i Bogotá, död 22 september 2013 i Mexico City, var en colombiansk författare bosatt i Mexiko. Han betraktas ofta som en av Colombias största poeter och prosaförfattare vid sidan av sin vän Gabriel García Márquez.
Mutis inledde sin litterära bana som poet, och har sedan debuten La balanza (1947) gett ut diktsamlingar som Los elementos del desastre (1953), Reseña de los hospitales de ultramar (1959), Los trabajos perdidos (1961), Caravansary (1982) och Crónica y alabanza del reino (1985).
Omkring 1960 började han även skriva romaner. Mest kända är berättelserna om Maqroll, utkiken, som figurerar i en svit om sex romaner. Mutis har tilldelats ett flertal litterära priser, bland annat Premio Cervantes (2001) och Neustadtpriset (2002). På svenska finns novellsamlingen Huset Araucaima samt de två första delarna av Maqrollsviten, Maqroll Utkiken och Ilona kommer med regnet. Samtliga är utgivna på Alhambra förlag.